# Мошико
Мошико (порт. Moxico) — самая большая по площади провинция Анголы. Административным центром провинции является город Луена.

## География
Провинция граничит на востоке с Замбией, на северо-востоке — с Демократической Республикой Конго. К югу от Мошико располагается провинция Квандо-Кубанго, на западе — Бие, на севере — Южная Лунда. Площадь составляет 223 023 км².

## История
Во время войны за независимость и гражданской войны в Мошико располагались базы повстанческого движения УНИТА. В феврале здесь произошло последнее сражение гражданской войны, в результате которого погибли основатель УНИТА Жонас Савимби и его ближайший Антониу Дембу.

## Население
По данным на 2014 год численность населения провинции составляла 727 594 человек.
Уникальность провинции заключается также в том, что там проживает более 10 тысяч испаноязычных жителей (ок. 4,34 % населения провинции), что связывают с длительным присутствием кубинских войск во время гражданской войны (1975—2002).
Динамика численности населения провинции по годам:
| 1995    | 2004    | 2013    | 2014    |
| ------- | ------- | ------- | ------- |
| 349 000 | 457 000 | 619 752 | 727 594 |

## Административное деление
В административном отношении подразделяется на 9 муниципалитетов:
- Алту-Замбезе
- Бундас
- Каманонге
- Камея
- Леуа
- Луау
- Луакано
- Лушазес
- Мошико